# Jesús Vicente Aguirre
Jesús Vicente Aguirre (Logronyo, La Rioja; 6 de juny de 1948), és un cantautor i escriptor espanyol.

## Obra
En els anys 70 va formar part amb la seva dona, Carmen Medrano, d'alguns grups de cançó social, o de protesta, que es deia llavors. Al final de la dècada, i ja com Carmen, Jesús e Iñaki, van posar la música de fons a la transició riojana. Després de la prematura mort de Carmen, Jesús Vicente va explorar altres camps, com la ràdio, el cinema i la literatura. Durant la seva trajectòria va escriure i va col·laborar en nombroses publicacions. En 1986 va publicar Introducción al Folklore Musical de La Rioja. Més tard, a la fi dels noranta, va escriure un llibre sobre el procés autonòmic riojà que es va publicar en el 2000 amb el nom de La Rioja comienza a caminar, que era el títol d'una de les seves cançons. A partir de l'any 2000 va començar una investigació sobre els assassinats durant la Guerra Civil Espanyola que va començar amb els quatre-cents morts de la Barranca i va acabar per abastar prop de dos mil assassinats arreu de La Rioja. La investigació va durar més de cinc anys i va acabar publicant-se al desembre de 2007 i se'n van vendre més de cinc mil exemplars en uns pocs mesos, una fita en la venda de llibres d'escriptors autòctons a la comunitat de La Rioja.

## Discografia
- De lunes a sábado, 1977, (La Rioja existe, La Balada de San Asensio, Mi pueblo dormido, De lunes a sábado…)
- Iregua, 1978, (Ya se van los quintos, Masa, La Rioja empieza a caminar, Iregua…)
- Resumen, 1986, resum dels dos LP’s anteriors, amb dues cançons noves
- Balance de sumas y saldos, 1996, recopilatori en CD